# 魏森布伦
魏森布伦是德国巴伐利亚州的一个市镇。总面积26.41平方公里，总人口2981人，其中男性1499人，女性1482人（2011年12月31日），人口密度113人/平方公里。